# Althorpe
Althorpe är en ort i civil parish Keadby with Althorpe, i distriktet North Lincolnshire, Storbritannien. Den ligger i grevskapet Lincolnshire och riksdelen England, i den sydöstra delen av landet, 230 km norr om huvudstaden London. Althorpe ligger 7 meter över havet och antalet invånare är 1 752. Althorpe var en civil parish fram till 1958 när blev den en del av Keadby with Althorpe. Civil parish hade 1 067 invånare år 1951. Byn nämndes i Domedagsboken (Domesday Book) år 1086, och kallades då Aletorp.
Terrängen runt Althorpe är platt. Runt Althorpe är det ganska tätbefolkat, med 139 invånare per kvadratkilometer. Närmaste större samhälle är Scunthorpe, 5,7 km öster om Althorpe. Runt Althorpe är det i huvudsak tätbebyggt.